# Rachel Zegler
Rachel Anne Zegler (/ˈzɛɡlər/; Hackensack, New Jersey, 2001. május 3. –) Golden Globe-díjas amerikai színésznő, énekesnő és Youtuber. 
Ő alakította Maria Vasquezt a West Side Story 2021-es filmadaptációjában. A szereppel elnyerte a legjobb női főszereplőnek járó Golden Globe-díjat.
2023-ban a Shazam! Az istenek haragja és Az éhezők viadala: Énekesmadarak és kígyók balladája című filmekben szerepelt. 2025-ben a Hófehérke című Disney animációs filmadaptációban alakította a címszereplőt. 
Szerepelt a Forbes 2022-es 30 Under 30 listáján.

## Gyermekkora és tanulmányai
2001. május 3-án született a New Jersey állambeli Hackensackben, a Hackensack University Medical Centerben. Édesanyja Gina Zegler, és van egy nővére, Jacqueline. Édesanyja kolumbiai, míg édesapja lengyel származású.
A New Jersey állambeli Cliftonban nőtt fel, ahol a St. Philip the Apostle Preparatory School-ban tanult. Később a katolikus, csak lányokból álló Immaculate Conception High Schoolba járt, ahol mind a négy évében szerepelt az iskola musicaljeiben: Belle szerepét alakította a Szépség és a szörnyeteg (2016), majd Arielt A kis hableány (2017) előadásaiban. Ezt követően Dorothy Brock-ot alakította a 42nd Street (2018), és Fiona hercegnőt a Shrek: A musical (2019) című darabokban. Mind a négy alakításáért Metro Awardra jelölték női főszereplő kategóriában. További szerepei közé tartozik Serena a Legally Blonde, Cosette a Les Misérables – A nyomorultak és Millie az Ízig-vérig modern Millie című művekben. 2019. június 2-án végzett a középiskolában.

## Filmjei
| Év   | Magyar cím                                           | Eredeti cím                                        | Szerep          | Magyar hang     |
| ---- | ---------------------------------------------------- | -------------------------------------------------- | --------------- | --------------- |
| 2021 | West Side Story                                      | West Side Story                                    | Maria Vasquez   | Csuha Bori      |
| 2023 | Shazam! Az istenek haragja                           | Shazam! Fury of the Gods                           | Anthea          | Rudolf Szonja   |
| 2023 | Az éhezők viadala: Énekesmadarak és kígyók balladája | The Hunger Games: The Ballad of Songbirds & Snakes | Lucy Gray Baird | Staub Viktória  |
| 2024 |                                                      | Y2K                                                | Laura           |                 |
| 2024 | Ellian és a mágikus kötelék                          | Spellbound                                         | Ellian hercegnő | Kardffy Aisha   |
| 2025 | Hófehérke                                            | Snow White                                         | Hófehérke       | Engel-Iván Lili |